# یارول
یارول (به انگلیسی: Yarwell) یک روستا و محله مدنی در بریتانیا است که در نورثهمپتون‌شر شرقی واقع شده‌است. یارول ۲۹۴ نفر جمعیت دارد.